# هنگ اسویت کیت
هنگ اسویت کیت (انگلیسی: Heng Swee Keat؛ زادهٔ ۱۵ آوریل ۱۹۶۱) سیاست‌مدار اهل سنگاپور است.